# Djandja
Djandja est un village du Cameroun situé dans la région de l’Est, le département du Haut-Nyong et l'arrondissement (commune) de Dimako.

## Population
Lors du recensement de 2005, la localité comptait 225 habitants.